# Centrale hydroélectrique de Kindaruma
La centrale hydroélectrique de Kindaruma, ( anglais : Kindaruma Hydroelectric Power Station) également appelé barrage de Kindaruma ( anglais : Kindaruma Dam) est un barrage en remblai avec deux sections de barrage-poids sur la rivière Tana au Kenya. 
La centrale a été mise en service en 1968 et appartient à la Kenya Electricity Generating Company (KenGen) mais est exploité par la Tana River Development Authority (TARDA). 

## Barrage
Le barrage chevauche la frontière des comtés d'Embu et de Machakos au Kenya. L'objectif principal du barrage est la production d'énergie hydroélectrique et il comporte une  centrale électrique de 72 MW. 
Sa structure est composée de pierre et de terre d'une hauteur de 24 m. La longueur de la couronne du barrage est de 549 m. Le barrage a un déversoir avec trois bouches.
Lorsque le réservoir est plein , il s'étend sur une superficie d'environ 2,4 km2 et contient 16 millions de m3 d'eau,,,,,,,.

## Centrale électrique
La centrale de Kindaruma, d'une puissance installée de 72 MW, est l'une des centrales hydroélectriques de taille moyenne du Kenya.  La production annuelle moyenne varie avec la gestion de l'eau du Tana: en 2008 elle était de 157 millions de kWh et en 2007 de 241 millions de kWh.
Elle est équipée de trois turbines Kaplan, chacune d'une puissance de 24 MW, sont en service depuis juillet 2013. Les générateurs associés produisent chacun 28,2 MVA. La vitesse nominale des turbines est de 214,3 tr/min. Les générateurs ont une tension nominale de 11 kV. Dans l' appareillage, la tension du générateur passe de 11 kV à 132 kV au moyen de transformateurs de puissance.
La hauteur de chute maximale est de 36 m,,,,,,.
Il s'agit de la première centrale hydroélectrique du Kenya après son indépendance construite à partir de 1968 dans le cadre du programme Seven Forks. La centrale est exploitée par la Kenya Electricity Generating Company.

## Expansion
Entre 2007 et 2013, la centrale électrique a subi une réhabilitation et une mise à niveau qui a augmenté sa capacité portée de 40 MW à 72 MW .En janvier 2010, KenGen a chargé  Andritz AG d' installer une troisième turbine d'une puissance de 24 MW et d'augmenter la puissance des deux premières turbines à 24 MW chacune. En juin 2012, une troisième turbine- générateur Kaplan, d'une puissance nominale de 24 MW est mis en service. En janvier et juin 2013, les deux turbo-générateurs Kaplan d'origine de 20 MW ont été portés à 24 MW. Les travaux restants ont été achevés en juillet 2013. L'expansion a été financée en partie par Kreditanstalt für Wiederaufbau. La valeur de la commande initiale était de 3,93 milliards de KES. Le coût total après l'achèvement des travaux serait de 4,6 ou 5,4  ou 6,3 milliards de KES,,,,,,.

## Autour de la centrale
La centrale fait partie d'une chaîne de cinq centrales hydroélectriques sur le Tana : Masinga , Kamburu , Gitaru , Kindaruma et Kiambere qui ont ensemble une puissance installée de 567 MW. Dans les années 1970, des études de faisabilité pour l'expansion de l'hydroélectricité sur le Tana ont été réalisées et prévoyaient une cascade de onze centrales. Jusqu'à présent, seuls les cinq ci-dessus ont été réalisées.